# Dariusz Goczał
Dariusz Stanisław Goczał (ur. 5 lutego 1961) – polski reżyser i producent filmowy. Był również reżyserem serialu Święta wojna i programu Śmiechu warte w TVP Szczecin.

## Filmografia

### Reżyseria
- 1999–2008: Święta wojna
- 1999: Badziewiakowie

### Producent
- 1999–2008: Święta wojna
- 2004: Talki z resztą
- 2010: Miłość nad rozlewiskiem
- 2011: Życie nad rozlewiskiem
- 2014–2015: Cisza nad rozlewiskiem
- 2020: Żywioły Saszy

### Obsada aktorska
- 2005–2006: Święta wojna jako doradca inwestycyjny (odc. 205); kapitan (odc. 244, 245)